# Empoli F.C.
Empoli Football Club je talijanski nogometni klub iz grada Empolija. Trenutačno nastupa u Serie B, drugom razredu talijanskog nogometa. Empoli je osnovan 1920. godine, a prvu službenu utakmicu odigrali su godinu dana kasnije. Klupske boje su plava i bijela.
U bliskoj prošlosti klub je igrao u Serie A i Serie B. Empoli je ispao iz Serie A 2004., no već su se sljedeće godine vratili u prvu ligu tako što su završili na prvome mjestu u Serie B. U sezoni 2007./08. su sedmi puta igrali u najvišem rangu talijanskog nogometa što je popriličan uspjeh za klub iz grada od samo 45.000 stanovnika. Empoli se oslanja na iznimno uspješnu mladu momčad koja je među boljima u Italiji.

## Povijest
Empolijeva povijest relativno je siromašna sve do početka 80-ih godina prošlog stoljeća kada su osigurali nastup u Serie B. 1986. ovaj klub iz omalenog grada uspio je ostvariti nevjerojatan pothvat promocijom u Serie A. Prve domaće utakmice igrali su u Firenci, a debi u Serie A završio je 1:0 pobjedom protiv Intera. Nakon što je Udineseu oduzeto 9 bodova, Empoli se spasio od ispadanja sa samo 23 osvojena boda u 30 utakmica. Empoli je sljedeće sezone ispao iz lige unatoč tome što su pokazali znatno poboljšanje. U treći razred talijanskog nogometa, odnosno Serie C1 ispali su 1989.
Proveli su nekoliko sezona u Serie C1 prije nego što su se vratili u Serie B 1996. godine. Odmah po povratku u Serie B izborili su i promociju u Serie A 1997. godine. S Lucianom Spallettijem kao trener Empoli je završio na 12. mjestu i izbjegao ispadanje iz lige. Nakon ispadanja sljedeće godine tri su sezone za redom igrali u Serie B, za vrijeme kada se klub okrenuo ka mladim talentima.
Promocije u Serie A 2002. i 2005. učinile su Empolija poznatim kao hrabar i borbeni klub. Sezonu 2005/06 završili su na dobrom 10. mjestu, ali su zbog nogometnog skandala povezanog s namještanjem utakmica u talijanskoj prvoj ligi izborili plasman u Kup UEFA. Zbog bizarnog razloga nisu nastupili u Europi i to zato što klub nije dobio potrebnu UEFA-inu licenciju. Tijekom sezone  2006./07. Empoli se ponovno uspio kvalificirati za Kup UEFA.

## Debi u Europi i ispadanje iz Serie A
Čelnici kluba odlučili su dovesti pojačanja prije nastupa u Kupu Uefa. U klub je stiglo više mladih igrača, a neki od njih su bili Rincón iz Intera, Ignazio Abate i Lino Marzorati iz Milana, te Sebastian Giovinco, Claudio Marchisio i Rej Volpato iz Juventusa. Svi navedeni igrači došli su na posudbe ili u suvlasništvu s bivšim klubovima.
Empoli je debitirao u Europi protiv FC Züricha, izgubivši 4:2 sveukupno u dvije utakmice. Tadašnji trener Luigi Cagni smijenjen je nakon lošeg početka sezone, a zamijenio ga je Alberto Malesani. Unatoč promijeni trenera Empoli nije počeo bolje igrati te je i Malesani smijenjen nakon 2:0 poraza protiv Sampdorije, nakon kojega je Empoli pao na posljednje mjesto. Na mjesto trenera postavljen je ponovno Cagni 31. svibnja 2008. nakon što je klub još jednom ispao iz Serie A.
Cagni je dao ostavku te ga je zamijenio Silvio Baldini prije početka sezone 2008./09. Baldini nije uspio uvesti toskanski klub u prvu ligu. Empoli je završio na 5. mjestu, ali je poražen u doigravanju od Brescije.

## Serie B
Nakon skromnog rezultata Baldini je smijenjen. Od sezone 2009./10. do prosinca 2011. klub je promijenio četiri trenera. Empoli se je zadnji put nalazio u Serie B u sezoni 2020./21.

## Poznati igrači
| - Marco Bresciano - Vincenzo Grella - Emílson Cribari - Amauri - Igor Budan - Jorge Vargas - Ignazio Abate - Marco Borriello - Luca Bucci - Antonio Di Natale - Andrea Coda - Sebastian Giovinco - Massimo Maccarone - Claudio Marchisio |  | - Vincenzo Montella - Tommaso Rocchi - Luca Saudati - Luciano Spalletti - Francesco Tavano - Ighli Vannucchi - Zlatko Dedič - Johnny Ekström - Marcelo Zalayeta |

## Vanjske poveznice
- Empolijeva službena stranica